# Luís Frade
Luís Diogo Sousa Frade, nascido em Portugal a 11 de setembro de 1998, é um jogador profissional de andebol que jogou pelo Sporting Clube de Portugal. Em 2020, foi eleito melhor andebolista jovem do mundo, pelo Handball Planet.
Na época 2020-21 juntou-se ao FC Barcelona. Tornou-se então o primeiro português a conquistar a Liga dos Campeões de andebol.